# Moriz Haupt

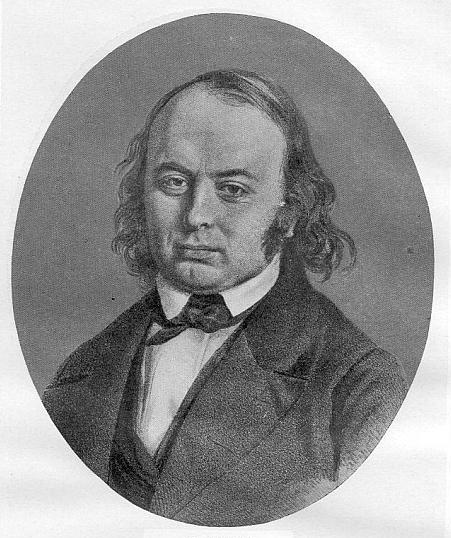
Moritz Haupt.

Moritz Haupt (Zittau, 27 luglio 1808 – Berlino, 5 febbraio 1874) è stato un filologo classico e latinista tedesco.

## Biografia
Nato in Lusazia, ricevette la sua prima educazione dal padre, Ernst Friedrich Haupt, borgomastro di Zittau, un insegnante che amava tradurre inni tedeschi o poemi di Goethe in lingua latina. Dal ginnasio di Zittau, dove studiò per cinque anni dal 1821 al 1826, Haupt passò all'Università di Lipsia per studiare teologia; ma la sua stessa inclinazione e l'influenza del professor G. Hermann lo indirizzarono presto verso gli studi filologici.
Alla fine del corso universitario (1830) tornò a casa del padre e dedicò i successivi sette anni allo studio, non solo di greco, latino e tedesco, ma anche francese antico, provenzale e boemo. La sua amicizia con Karl Lachmann, stretta a Berlino, ebbe grande effetto sul suo sviluppo intellettuale. Nel settembre 1837 ricevette l'abilitazione a Lipsia di Privatdozent: le sue prime letture, dedicate a Catullo e ai Nibelungenlied, indicarono chiaramente i suoi due principali interessi. Venne creata una nuova cattedra di lingua e letteratura tedesca apposta per lui ed egli divenne professore straordinario (1841) e quindi ordinario (1843). Nel 1842 sposò Louise Hermann, figlia del suo maestro e collega.
Nel 1849 a seguito della sua partecipazione, con Otto Jahn e Theodor Mommsen, ad una agitazione politica a favore del mantenimento della costituzione imperiale, venne privato della cattedra con decreto del 22 aprile 1855. Due anni dopo, comunque, venne chiamato a succedere a Lachmann all'Università di Berlino e nello stesso tempo all'Accademia della stessa città che lo nomino membro corrispondente nel 1841, eleggendolo come membro ordinario. Per ventun anni fu fra i più autorevoli studiosi della capitale prussiana, facendosi valere non solo per il prestigio della sua erudizione e la chiarezza del suo intelletto, ma per l'instancabilità della sua energia e il coraggio del suo temperamento ardente. Morì di malattia cardiaca.

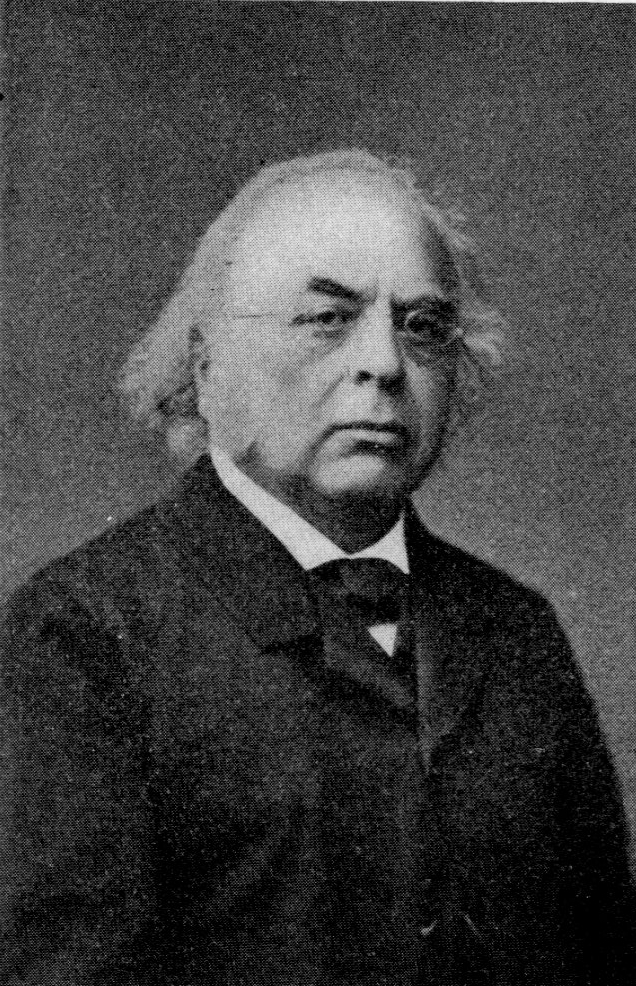
Moriz Haupt

Il suo lavoro critico si distinse per una combinazione di accurata indagine e audace congettura; ebbe spesso a dire "Se il senso lo richiede, sono pronto a scrivere Constantinopolitanus dove il manoscritto indica l'interiezione monosillabica o" esprimendo bene questa audacia. Mentre nelle sue conferenze e discorsi si fece spesso trasportare dall'emozione del momento e fece attacchi taglienti e discutibili sui suoi avversari, nei suoi scritti manifestò grande capacità di autocontrollo. I risultati di molte delle sue ricerche sono andati persi, perché non pubblicò ciò che non riteneva aderente al proprio ideale di eccellenza. Contribuì al progresso della cultura classica con Quaestiones Catullianae (1837), edizioni di Halieutica di Ovidio, Cynegetica di Gratius e Nemesianus (1838), Catullo, Tibullo e Properzio (3rd ccl., 1868), Orazio (3rd ed, 1871) e Virgilio (2nd ccl., 1873).
Nel 1836, con Hoffmann von Fallersleben, iniziò le Altdeutsche Blätter, che nel 1841 lasciò il posto a Zeitschrift für deutsches Altertum, di cui continuò a scrivere fino alla morte. Erec (1839) di Hartmann von Aue ed i suoi Lieder, Klage e Der arme Heinrich (1842),  Guter Gerhard (1840) di Rudolf von Ems ed Engelhard (1844) di Konrad von Würzburg furono le principali opere a cui dedicò i suoi studi. Uno dei suoi progetti favoriti fu la volontà di creare una raccolta di canzoni francesi del XVI secolo e poté essere realizzata soltanto dopo la sua morte con la pubblicazione di un piccolo volume intitolato Französische Volkslieder (1877). Tre volumi dei suoi Opuscula vennero pubblicati a Lipsia (1875-1877) in cui nel secondo libro fu in grado di scoprire, nei due soli esametri arrivati sino a noi, il poeta romano Dorcazio.